# The Beloved Blackmailer
The Beloved Blackmailer è un film muto del 1918 diretto da Dell Henderson. La sceneggiatura di Clara Beranger e Lucien Hubbard si basa su un soggetto firmato da Harry O. Hoyt. Prodotto e distribuito dalla World Film, era interpretato da Carlyle Blackwell ed Evelyn Greeley (uno dei diciotto film che la coppia interpretò insieme), affiancati da William T. Carleton, Isabel Berwin, Charles Dungan, Jack Drumier, Rex McDougall.

## Trama
Bobby Briggs, un giovanotto che vive nella bambagia, protetto dai genitori che lo coccolano e lo vorrebbero viziare come un bambino, è stufo di essere trattato in quel modo perché lui, ormai, si sente un "vero uomo". Decide così di dare una scossa al tranquillo tran tran di famiglia facendosi "rapire". Naturalmente, è lui a organizzare il falso rapimento, nascondendosi poi dall'amico Spike Brogan. Corinne Norris, la ragazza di cui è innamorato, gli tiene bordone; non solo, Corinne decide di sfruttare la situazione per aiutare suo padre che, finanziariamente, si trova in cattive acque, spedendo a Briggs padre delle lettere di minaccia nei confronti di Bobby. Briggs, per proteggere il figlio rapito, cede alla richieste della lettera anonima, investendo nella ferrovia di Norris, suo rivale in affari. Intanto Bobby dimostrerà a tutti (e anche a sé stesso) di essere un "vero uomo" quando sistemerà Wesley Martin, un mascalzone che voleva mettere le mani addosso all'amata Corinne. I due innamorati possono finalmente sposarsi, ponendo fine alla faida che aveva diviso i loro genitori.

## Produzione
Il film, prodotto dalla World Film, venne girato a Fort Lee, nel New Jersey, città dove si trovava la sede della casa di produzione.

## Distribuzione
Il copyright del film, richiesto dalla World Film Corp., fu registrato il 31 luglio 1918 con il numero LU12717. Distribuito dalla World Film, il film uscì nelle sale cinematografiche statunitensi il 12 agosto 1918.
Copia incompleta della pellicola si trova conservata negli archivi di Londra del BFI.
Il film, con accompagnamento orchestrale di un organo Wurlitzer, è uscito negli Stati Uniti in DVD insieme a A Girl's Folly.